# Museo Fester de Onteniente
El Museo Fester de Onteniente, inaugurado en 2001, expone un conjunto de piezas emblemáticas sobre la fiesta de Moros y cristianos de Onteniente. Consiste en un recorrido por varias salas que muestran varios elementos de la fiesta, como fotografías, vestidos, maquetas, carteles, pinturas, esculturas, entre otros objetos, que ayudan al visitante a entender la fiesta y su historia a lo largo de más de 150 años.El museo está en la sede de la Sociedad de Festeros del Santísimo Cristo de la Agonía en la Plaza de Baix, 30 y se distribuye en tres plantas con acceso para personas de movilidad reducida.

## El Museo
En la visita por el Museo Fester, podemos encontrar espacios dedicados a la indumentaria de las diferentes comparsas, a la música, con partituras originales, así como al culto al Santísimo Cristo de la Agonía, en cuyo honor se celebran estas fiestas. En todos los espacios se proyectan diferentes audiovisuales que ayudan a conocer la historia y el presente de una fiesta reconocida como de Interés Turístico Nacional. El museo está distribuido en tres plantas:
- Planta baja

En la primera planta del Museo Fester, en el acceso por el vestíbulo a la escalera del edificio, el visitante puede contemplar una parte importante del patrimonio que el museo expone en sus instalaciones, una gran cantidad de los carteles que han anunciado las fiestas llenan las paredes de este acceso con el título de "Grito de la Fiesta". En esta planta se ubica también la sala de exposiciones temporales, que el museo mantiene abierta al público y que se emplea a lo largo del año con diferentes muestras.
- Primera planta

En esta planta se ubica la sala dedicada a la indumentaria, donde se puede contemplar la evolución de los trajes de las comparsas de Ontinyent a partir de los más antiguos. Cabe destacar dos trajes de comparsas ya desaparecidas: la comparsa de los Xurros y un traje inaugural de las fiestas, el de los Cavallets. A continuación encontramos el espacio dedicado a la Sociedad de Festeros, en el que se recogen recuerdos de lo que ha sido el edificio de la Sociedad o de los diversos reconocimientos y galardones que ésta otorga, año tras año, en el particularmente emotivo acto del Desayuno de la Lágrima. La planta alberga también una sala dedicada a los trabajos administrativos y consulta documental para los visitantes.
- Segunda planta

En la segunda planta del museo, con dos salas expresamente dedicadas, se expone una gran cantidad de los trajes especiales de los cargos más importantes de nuestras fiestas: apitanes,, Embajadores y Bandereros. Cristo de la Agonía, santo patrón de las fiestas de la ciudad, también tiene un espacio dedicado al museo. Asimismo, en esta planta también se ubica la Sala Cervino, espacio en el que se pueden realizar reuniones y asambleas tanto de comparsas como de cualquier otra entidad y donde se localiza también el cuadro de Embajadores de nuestras fiestas.